# 다카도촌
다카도촌(일본어: 高戸村)은 일본 구마모토현 아마쿠사군에 설치되었던 촌이다. 현재의 가미아마쿠사시에 해당한다.

## 역사
- 1889년 4월 1일 - 정촌제 시행에 의해 다카도촌이 성립하였다.
- 1954년 7월 1일 - 히노시마촌,오도촌과 합병해 류가타케정이 성립, 동일 다카도촌은 폐지되었다.

## 참고 문헌
- 角川日本地名大辞典編纂委員会, 『角川日本地名大辞典 43 熊本県』1987, 角川書店